# Joszip Davidovics Vitebszkij
Joszip Davidovics Vitebszkij, ukránul: Йосип Давидович Вітебський, oroszul: Иосиф Давидович Витебский, Ioszif Davidovics Vityebszkij (Kijev, 1938. január 9. – 2024. december 7.) szovjet színekben világbajnok, olimpiai ezüstérmes ukrán párbajtőrvívó.